# Muchū sa, Kimi ni.
Muchū sa, Kimi ni. (夢中さ、きみに。?) es un manga japonés escrito e ilustrado por Yama Wayama. Originalmente escrito como un doujinshi (manga autopublicado) en febrero de 2019, el manga fue adquirido posteriormente por el departamento editorial de Comic Beam, que publicó el manga en un solo volumen en agosto de 2019. Una adaptación dramática para televisión se emitió de enero a febrero de 2021. Una adaptación de la serie de televisión de anime producida por Doga Kobo está programada para estrenarse en agosto de 2025.

## Sinopsis
Muchū sa, Kimi ni. es una serie antológica de historias vagamente conectadas sobre estudiantes de una escuela solo para varones. Varias de las historias se centran en Hayashi, un estudiante distante y franco, mientras que otras se centran en Nikaidou, un estudiante que ha adoptado una personalidad abatida y sombría para evitar acercarse a sus compañeros de clase.

## Personajes
Miyoshi Hayashi (林美良 Hayashi Miyoshi?)
 Seiyū: Kensho Ono
Jōji Ema (江間譲二 Ema Jōji?)
 Seiyū: Koki Uchiyama
Akira Nikaidō (二階堂 明 Nikaidō Akira?)
 Seiyū: Nobuhiko Okamoto
Yūichi Medaka (目高 優一 Medaka Yūichi?)
 Seiyū: Yūki Ono

## Contenido de la obra

### Manga
El manga fue escrito originalmente como un doujinshi (manga autopublicado); se vendió en Comita127 el 17 de febrero de 2019. Posteriormente fue adquirido por el departamento editorial de Comic Beam, que publicó el manga en un volumen tankōbon el 10 de agosto de 2019.

### Drama
La serie dramática de televisión japonesa de acción real se emitió en MBS TV y TV Kanagawa del 8 de enero al 5 de febrero de 2021. Fue dirigida por Ayuko Tsukuhara, Eiji Takano y Moeka Miyazaki, con guiones escritos por Kōhei Kiyasu y Manato Hamada. Ryūsei Ōnishi de Naniwa Danshi interpretó el papel principal.

### Anime
El 17 de octubre de 2024 se anunció una adaptación de la serie de televisión de anime. La serie está producida por Doga Kobo y dirigida por Asami Nakatani, con Yukiko Tsukahara como asistente de dirección, Yoshimi Narita escribiendo los guiones de la serie, Mai Matsūra diseñando los personajes y Takurō Iga componiendo la música. Está previsto que se estrene el 21 de agosto de 2025 en Tokyo MX y otras cadenas. Crunchyroll obtuvo la licencia de la serie en América del Norte, América Central, América del Sur, Europa, África, Oceanía, Oriente Medio, CEI, subcontinente indio y Sudeste Asiático. Medialink obtuvo la licencia de la serie en el Sudeste Asiático y Oceanía (excepto Australia y Nueva Zelanda).

## Recepción
En la edición de 2020 de la guía Kono Manga ga Sugoi!, que incluye los mejores mangas para lectoras femeninas, el manga ocupó el segundo lugar. El manga también fue nominado para el 13.º Manga Taishō en 2020. En el Festival de Artes Mediáticas de Japón de 2020, el manga ganó el premio New Face en la división de manga. El manga también ganó el premio Short Work Prize en el Premio Cultural Tezuka Osamu de 2020.
Rebecca Silverman, de Anime News Network, elogió la representación de la escuela secundaria y los detalles artísticos de Nikaidou, aunque también consideró que era demasiado extraño en algunos puntos. Sara Smith, de School Library Journal, también elogió a los personajes y sus diseños.